# Fa diesis minore

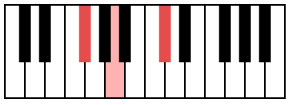
L'accordo di fa diesis minore (triade) è composto da Fa♯, La, Do♯.

La tonalità di Fa diesis minore (F-sharp minor, fis-Moll) è incentrata sulla nota tonica Fa diesis. Può essere abbreviata in Fa♯m  o F♯m. 
Per la scala minore naturale del fa diesis, si hanno:
Fa♯, Sol♯, La, Si, Do♯, Re, Mi, Fa♯.
L'armatura di chiave è la seguente (tre diesis):
```

Alterazioni
 (da sinistra a destra): 
fa♯, do♯, sol♯.
```

Questa rappresentazione sul pentagramma coincide con quella della tonalità relativa La maggiore.